# فرد كورنويل
فرد كورنويل (بالإنجليزية: Fred Cornwell)‏ هو لاعب كرة قدم أمريكية أمريكي، ولد في 7 أغسطس 1961 في أوزبورن في الولايات المتحدة.

## وصلات خارجية
- فرد كورنويل على موقع مرجع كرة القدم المحترفة.كوم (الإنجليزية)
- فرد كورنويل على موقع كلية كرة القدم في سبورتس رفرنس.كوم (الإنجليزية)